# Udel (Spottname)
Udel (auch Udl) war ein Spottname für Hamburger Polizisten bis weit in das 20. Jahrhundert hinein. Diese Bezeichnung stammt von dem plattdeutschen Wort Uhlen für Eulen bzw. Nachteulen, woraus umgangssprachlich Uhle, Udl oder Udel wurde. Im Volksmund war dies eine gängige Bezeichnung für die Nachtwache, aus der 1876 die Hamburger Polizei hervorging. Eine andere Erklärung für die Herkunft des Wortes ist die Abkürzung von „uniformierter Dienstleistender“ (UDL).
Wie die echten Eulen waren die Nachtwächter zwar nachts unterwegs. Man sagte aber den schlecht bezahlten und unmotivierten Wächtern nach, im Gegensatz zu ihrem tierischen Vorbild im Dunkeln gar nichts zu bemerken und dazu im Dienst sogar hier und da zu schlafen.
Udeludeludel war ein Warnruf unter Straßenjungen, wenn die Polizei im Anmarsch war.
Für die in Hamburg spielende ARD-Polizei-Serie Großstadtrevier hat die Band Truck Stop 1988 den gleichnamigen Titelsong geschrieben, in dem es heißt „Wenn der Udl ums Eck kommt, nimmt der Ede reißaus, weil der Ede den Udl nicht mag. Ede fischt gern im Trüben und der Udl treibts ihm aus, rund um die Uhr, Tag für Tag“. Aus Udl wurde dann für die bundesweite Fernsehversion Schutzmann.